# Manuel Sandoval Vallarta

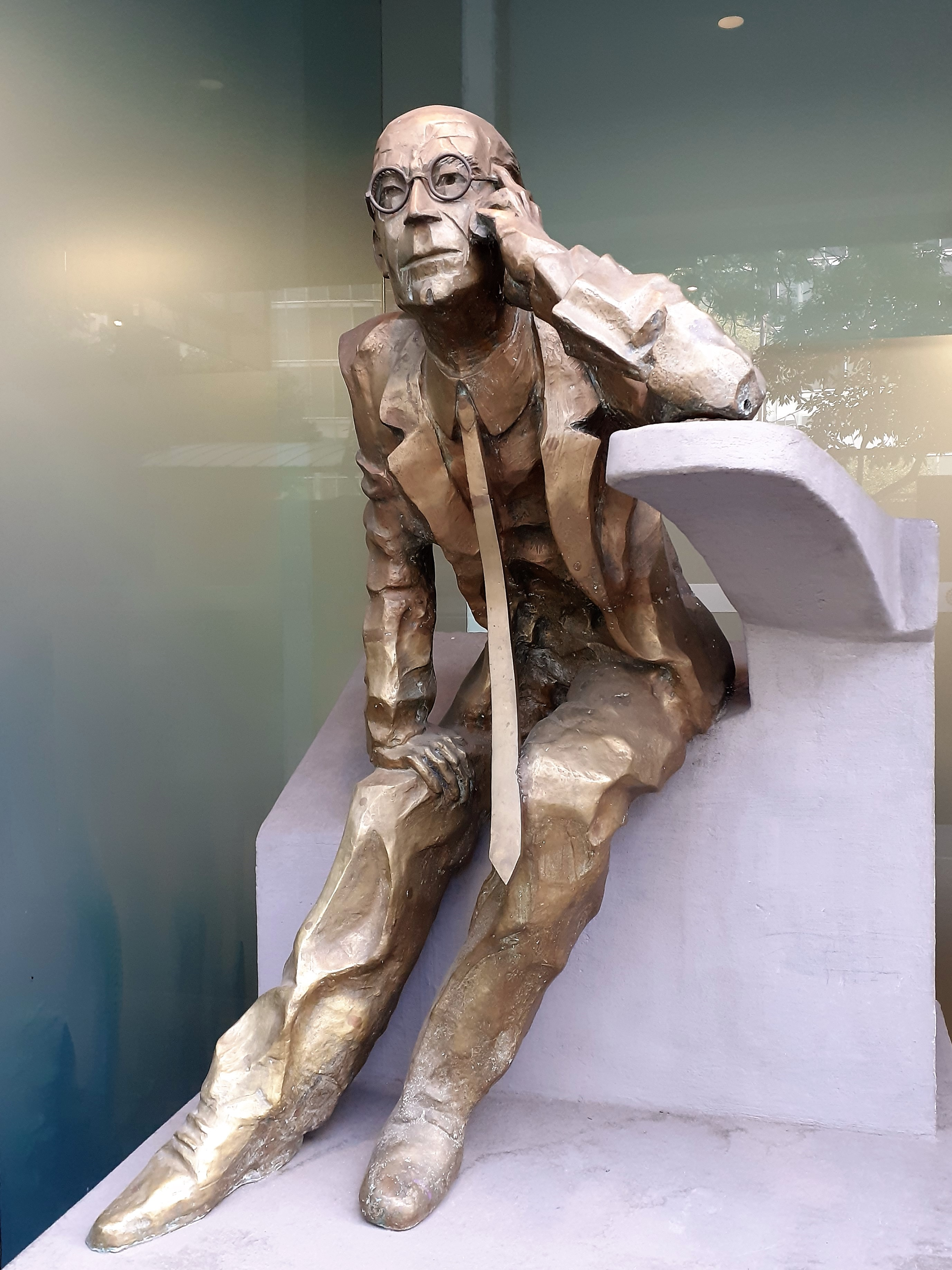
Beeldhouwwerk dat Manuel Sandoval Vallarta, Mexico-Stad vertegenwoordigt.

Manuel Sandoval Vallarta (Mexico City, 11 februari 1899 – aldaar, 18 april 1977) was een Mexicaans natuurkundige die vooral bekend is van zijn studie over kosmische straling.
Sandoval Vallarta stamde af van Ignacio Vallarta, liberaal tijdens de Hervormingsoorlog en eerste minister van buitenlandse zaken van Mexico.
In 1920 ontving hij zijn bachelor in ingenieurswetenschappen en in 1924 zijn doctoraat in wiskundige natuurkunde van het Massachusetts Institute of Technology met een dissertatie over het atoommodel van Bohr, de algemene relativiteitstheorie en storingsrekening. Hij was sinds 1923 in dienst van de faculteit natuurkunde van MIT en klom op tot professor.
In 1927 kon hij met een beurs van Solomon R. Guggenheim twee jaar studeren aan de Universiteit van Berlijn en de Universiteit van Leipzig, waar hij les volgde van de Nobelprijswinnaars Albert Einstein, Max Planck, Erwin Schrödinger, Max von Laue en Werner Heisenberg.
In 1928 werd Vallarta opgenomen in de American Academy of Arts and Sciences.
Julius Stratton en Richard Feynman waren studenten van hem aan het MIT. Hij publiceerde in Physical Review het eerste wetenschappelijk artikel van Feynman.
Samen met Georges Lemaître ontdekte Vallarta dat kosmische straling afnam van de polen naar de evenaar door de wisselwerking van de geladen deeltjes met het aardmagnetisch veld. Ze gebruikten daarbij een Sturm-liouvillevraagstuk. Ze werkten de ideeën verder uit met betrekking tot het magnetisch veld van de zon en de effecten van de draaiing van de Melkweg.
Van 1943 tot 1946 pendelde hij tussen MIT en het in 1939 door Alfredo Baños opgerichte Nationale Autonome Universiteit van Mexico, maar in 1946 werkte hij voltijds voor UNAM, waar hij lid werd van de Raad van Bestuur.
Bij UNAM werkte hij samen met Luis Alvarez en Arthur Holly Compton aan proeven om te bewijzen dat kosmische straling bestond uit protonen.
Van 1944 tot 1947 was hij directeur van het Nationaal Polytechnisch Instituut. Hij was lid van commissies van de Mexicaanse regering over wetenschapsbeleid, raadgever van president Adolfo Ruiz Cortines en vertegenwoordigde Mexico op vele internationale congressen.
In 1952 werd hij lid van het Franse Legioen van Eer en in 1961 ontving hij de nationale prijs voor exacte wetenschappen van Mexico. Hij was vanaf 1961 lid van de Pauselijke Academie voor de Wetenschappen.